# Жанноль, Филипп
Филипп Жанноль (фр. Philippe Jeannol; род. 6 августа 1958, Нанси) — французский футболист, защитник. Чемпион летних Олимпийских игр (1984).

## Карьера

### Клубная карьера
Во взрослом футболе дебютировал в 1975 году в клубе «Нанси», за который выступал на протяжении первых девяти сезонов своей игровой карьеры, приняв участие в 230 матчах. Вместе с командой в сезоне 1977/78 стал обладателем Кубка Франции.
В 1984 году перешёл в «Пари Сен-Жермен», где отыграл следующие семь сезонов. В сезоне 1985/86 вместе с командой стал чемпионом Франции. Завершил профессиональную карьеру футболиста в 1991 году в возрасте 33 лет, однако, непродолжительное время продолжил выступать на любительском уровне за клуб «Сур».

### Карьера в сборной
В 1986 году дебютировал в официальных матчах в составе сборной Франции по футболу, приняв участие в одном матче, не отметившись забитыми мячами. В 1984 году он входил в состав олимпийской сборной Франции, которая представляла страну на футбольном турнире летних Олимпийских игр в Лос-Анджелесе, завоевав золотые медали.

## Достижения
«Нанси»
- Обладатель Кубка Франции: 1977/78

«Пари Сен-Жермен»
- Чемпион Франции: 1985/86